# Härnösandsposten
Härnösandsposten var en dagstidning i Härnösands kommun med omnejd med högerpolitisk profil. Tidningens utgivningsperiod var från 26 maj 1842 till 14 september 1951 då den gick samman med Örnsköldsviksposten till Ångermanlands nyheter.
Åren 1943-1951 var Sollefteåbladet en edition av Härnösandsposten. Tidningen fullständiga titel innehöll hela tiden Härnösands-Posten, inledningsvis stavat Hernösands-Posten. Från 1906 till 1939 med tillägget Tidning för Västernorrlands Län. Då Sollefteåbladet blir edition 1943 har tidningen tillägget Sollefteåbladet första månaden. Från 1943 till 1951 heter tidningen Härnösands-Posten enbart.

## Redaktion
Redaktionsort för tidningen var hela utgivningstiden Härnösand. Tidningens politiska tendens var högerinriktad moderat konservativ. Enligt tidningen tidningen vill framgent som hittills vara en moderat högertidning. Bland chefredaktörerna märks bland annat Arne Ekermann, och bland journalisterna Dan Andersson och Hilding Wibling. Viktor Rydberg berättelse Vampyren publicerades i Härnosandsposten 6 april - 3 augusti 1848.
| Period                 | Ansvarig utgivare             | Titel                            | Period                 | Redaktör                                                       |
| 1899-07-04--1900-09-28 | Lundström, Anders Börje       | filosofie kandidaten             | 1900-01-03--1900-09-29 | Lundström, Börje                                               |
| 1900-09-29--1902-03-28 | Wiström, Teodor               | redaktören                       | 1900-10-01--1900-10-08 | Ingen uppgift                                                  |
| 1902-03-29--1902-06-25 | Berglund, Per Olof            | litterator                       | 1900-10-09--1902-03-26 | Wiström, Teodor                                                |
| 1902-06-26--1906-06-29 | Andersson, Karl Josef         | filosofie kandidaten             | 1902-03-27--1902-04-05 | Ingen uppgift                                                  |
| 1906-06-30--1910-10-14 | Koch, Johan Ragnar            | redaktören                       | 1902-04-07--1902-06-30 | Berglund, P.O                                                  |
| 1910-10-15--1913-12-30 | Nydal, Johan                  | skolföreståndaren                | 1902-07-01--1906-06-30 | Andersson, K.J.                                                |
| 1913-12-31--1916-09-24 | Sammuli, Axel August          | redaktören                       | 1906-07-02--1910-10-15 | Kock, Ragnar                                                   |
| 1916-09-25--1917-03-02 | Julius, Axel                  | förre dövstumskoleföreståndaren  | 1910-10-17--1913-12-31 | Nydal, Johan Johan Nydal + Axel Sammuli 1913-06-09--1913-12-31 |
| 1917-03-03--1918-10-16 | Winberg, Johan Magnus         | redaktörsekreteraren             | 1914-01-02--1916-09-30 | Sammuli, Axel                                                  |
| 1918-10-17--1919-04-24 | Mångberg, Erik, Gunnar        | redaktören                       | 1916-10-02--1918-10-19 | Winberg, Magnus först red sekr sedan redaktör                  |
| 1919-04-25--1919-06-30 | Hagström, Axel Julius         | f.d. sektorn                     | 1918-10-21--1919-04-19 | Mångberg, Gunnar                                               |
| 1919-07-01--1921-07-28 | Timelin, Erik Ivar Ernst      | redaktören, filosofie kandidaten | 1919-04-22--1919-06-28 | Ericsson, Hans red sejkr                                       |
| 1921-07-29--1927-06-27 | Ekermann, Arne, Ludvig        | redaktören                       | 1919-06-30--1921-08-06 | Timelin, Erik                                                  |
| 1927-06-28--1931-04-22 | Bjerking, Arvid Persson       | redaktören                       | 1921-08-08--1927-06-30 | Ekermann, Arne                                                 |
| 1931-04-23--1933-09-08 | Norgren, Karl Bertil          | direktören                       | 1927-07-01--1931-02-20 | Bjerking, Arvid                                                |
| 1933-09-09--1936-11-13 | Ericsson, Erik Olof Gillis    | redaktören                       | 1931-02-21--1931-04-17 | Nordgren, Bertil                                               |
| 1936-11-14--1938-01-24 | Heldin, Karl Josef            | häradsskrivaren                  | 1931-04-18--1933-01-04 | Ingen uppgift                                                  |
| 1938-01-25--1938-11-25 | Lindforss, Karl Birger Rudolf | redaktören                       | 1933-01-05--1937-10-29 | Ericson, Gillis                                                |
| 1938-11-26--1943-04-16 | Lindström, Carl Arne          | redaktören                       | 1937-03-15--1938-11-30 | Lindfors, Rudolf redaktionell, ekon. och teknisk chef          |
| 1943-04-17--1944-09-30 | Ericsson, John                |                                  | 1938-12-01--1943-04-16 | Lindström, Arne                                                |
| 1944-10-02--1951-09-14 | Skarin, Evert                 |                                  | 1943-04-17--1944-09-30 | Ericsson, John                                                 |
|                        |                               |                                  | 1944-10-02--1951-09-14 | Skarin, Evert                                                  |

### Utgivningsfrekvens
Tidningen utgivningsfrekvens var till 1862 en dag i veckan torsdagar. 1863-1874 kom tidningen ut 2 dagar i veckan onsdag och lördag. 1875 till 1876 var den tredagarstidning med utgivning tisdag, torsdag och lördag. Tidningen blev fyradagars 1877 och var så till 1893 med tisdag, onsdag, fredag och lördag som utgivningsdagar. 1894 blev tidningen sexdagars och förblev så till nedläggningen 1951. Tidningens söndagsbilaga kom ut söndagar från 5 december 1925 till 30 juli 1927. Ett bihang till tidningen publicerades oregelbundet 1942-1895. Tidningen har en edition: Hernösandspostens halfveckoupplaga 1909-1910.

## Tryckning
Förlaget för tidningen hette 1877-1929 Härnösands-postens tryckeri aktiebolag i Härnösand, verksamhetens ändamål är att utge bland annat. en politisk tidning. Nytt förlag 1929-1933 hette Tryckeri A.-B. Bävern i Härnösand. 1933-1937 var AB Sollefteåbladets intressenter i Sollefteå förlag. 1937- 1948 blev Ådalarnas nya tryckeri A.-B. i Härnösand förlag samt sista åren 1948-1951 Tryckeri A.-B. Härnösands-posten. Tryckerierna hette likadant som förlaget men hade inte exakt samma datum för sina tryckperioder som perioderna för förlagen. AB Sollefteåbladets intressenter hade sitt bolagssäte i Sollefteå men tryckeriet låg kvar i Härnösand så tidningen trycktes hela tiden i Härnösand.
Tidningen trycktes bara med trycksvärta med undantag av ett blad utgivet inför julen den 18 december 1900 som trycktes i tre färger. Satsyta var hela tiden stor, som störst 1914-1927 med 71-72x 53 cm och som minst 48x 33 året 1909. Sidantalet i tidningen var fram till 1925 4 sidor, sedan 8 sidor till 1940 och sista tioårsperioden 8 till 16 sidor. Typsnitt för tidningen var till 1890 fraktur och antikva, därefter bara antikva.
Pris för tidningen var 1900 7,20 kr och var stabilt till 1917, men fördubblades till 14 kronor 1919 och blev 18 kronor 1921 i dyrtiden efter världskriget. Priset.sjönk sedan åter till 12 kronor 1931 varefter det sakta ökade till 21 kronor 1951 vid nedläggningen.
Tidningens upplaga var 1904 2000 exemplar och minskade till 1500 1906, Året efter hade den fyrdubblats till 6000 men minskade sedan sakta till 4000 1927. 4000 exemplar var upplagan fram till 1935. Under andra världskriget sjönk upplagan till 2100 och låg kvar där till 1948. Högst upplaga efter kriget 2100 exemplar 1950.